# Loch Achilty
Loch Achilty es un lago profundo de agua dulce situado en una zona boscosa de abedules y robles, cerca de Contin en Easter Ross, en las Tierras Altas de Escocia. Loch Achilty es notable por no tener un desagüe superficial visible. Se ha supuesto que el lago descarga su exceso de agua a través de un túnel subterráneo hacia el río Rosay (actualmente conocido como Black Water), que finalmente desemboca en el más grande río Conon.

## Geografía
Loch Achilty es un lago pequeño pero profundo en el bosque de Torrachilty, a unas tres millas al oeste de Strathpeffer, y contiene ejemplares de trucha ártica (char). Su forma es aproximadamente elíptica, con el eje largo orientado de noreste a suroeste. El fondo del lago es irregular. La curva de 10 pies (3 m) sigue aproximadamente el contorno del lago, acercándose en muchos puntos a la orilla, pero las curvas más profundas son sinuosas, y hay dos pequeñas cuencas que superan los 100 pies (30,5 m) de profundidad: la mayor y más profunda cerca de la orilla occidental, y la menor, según una medición de 112 pies (34,1 m), cerca del centro del lago.